# 第二利曼 (庫皮揚斯克區)
49°57′12″N 37°52′15″E / 49.95333°N 37.87083°E
第二利曼（烏克蘭語：Лиман Другий）是位於烏克蘭東部的村莊，由哈爾科夫州庫皮揚斯克區的德沃里奇纳市镇負責管轄。該村始建於1922年，面積2.35平方公里，海拔高度92米，2001年人口653，人口密度每平方公里278人。